# サイラス・トーマス

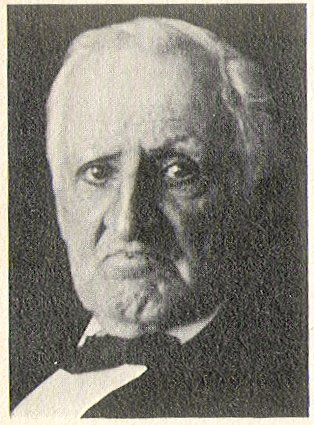

サイラス・トーマス（Cyrus Thomas、1825年7月27日 - 1910年6月27日）は、アメリカ合衆国の昆虫学者、考古学者。アメリカ西部の昆虫を研究した。またアメリカの遺跡をインディアンの祖先が作ったことを主張し、マヤ文字写本を研究した。

## 生涯
トーマスはテネシー州キングズポートに生まれた。はじめ法学を学び、1851年からイリノイ州マーフィーズボロで弁護士として働いた。1864年から1869年までは福音ルター派教会の牧師をつとめた。
弁護士時代から昆虫学を独学し、1857年にイリノイ州立博物学会の設立を訴えた。翌年イリノイ州師範大学（現イリノイ州立大学）内に博物学会が設立され、トーマスは初代のキュレーターに就任した。
1859年から昆虫学に関する論文を発表しはじめた。1869年から1873年まで、準州の地質・地理調査（英語版）のための昆虫学者・植物学者に任命された。
1874年から1876年まで、新設の南イリノイ師範学校で自然科学を教えた。1875年にイリノイ州の昆虫学者に任命された。1877年に成立した米国昆虫学委員会(英語版)の委員でもあった。
1882年からはアメリカ民族学局(英語版)で働いた。1910年にワシントンD.C.で没した。
トーマスはゲティスバーグ・カレッジの名誉法学博士の学位を贈られた。

## 主な業績

### 昆虫学者として
トーマスはアメリカ西部を探検して昆虫を研究した。また、昆虫の異常発生による害を緩和する方法を考案した。
トーマスははじめバッタ科を研究して、1873年にモノグラフを出版した。その後アブラムシ科に研究の中心を移した。

### 考古学者として
トーマスはアメリカに見られるマウンド（塚）を研究した。代表的な著書に『北米考古学研究導論』（1898年）がある。当時支配的だった、マウンドを作った民族の滅亡後にインディアンがやってきたいう説をトーマスはいちいち批判し、インディアンの祖先がマウンドを作ったと主張した。
- Introduction to the Study of North American Archaeology. Cincinnati: The Robert Clarke Company. (1898)

1882年にマヤの絵文書であるトロアノ写本（マドリード・コデックスの一部）の研究を発表し、マヤ文字の解読につとめた。トーマスはこの写本に見える正月の祭についてはじめて論じた。ディエゴ・デ・ランダのアルファベットと同じ文字がトロアノ写本に見えることを指摘し、またマヤ文字が横に2文字ずつ読んでいくことを明らかにした。
- A Study of the Manuscript Troano. Government Printing Office. (1882)
- Aids to the Study of the Maya Codices. Washington: Government Printing Office. (1888)
- The Maya Year. Washington: Government Printing Office. (1894)

トーマスはマヤ文字の主要部分は表音文字であると考えたが、この説はドイツのエドゥアルト・ゼーラーによる批判の対象になり、1903年の論文では表音説を取りさげた。
- “Key to the Maya Hieroglyphs”. Science 20 (494):  44-46. (1892). JSTOR 1766181.
- “Central American Hieroglyphic Writing”. Annual Report of the Board of Regents of the Smithsonian Institute for the Year Ending June 30, 1903:  705-721. (1904).